# Anarisstugtjärnen
Anarisstugtjärnen är en sjö i Åre kommun i Jämtland och ingår i Indalsälvens huvudavrinningsområde. Sjön har en area på 0,0787 kvadratkilometer och ligger 832,8 meter över havet. Sjön avvattnas av vattendraget Lillån.

## Delavrinningsområde
Anarisstugtjärnen ingår i det delavrinningsområde (700036-137558) som SMHI kallar för Ovan 700102-137613. Medelhöjden är 821 meter över havet och ytan är 1,35 kvadratkilometer. Det finns inga avrinningsområden uppströms utan avrinningsområdet är högsta punkten. Lillån som avvattnar avrinningsområdet har biflödesordning 4, vilket innebär att vattnet flödar genom totalt 4 vattendrag innan det når havet efter 335 kilometer. Avrinningsområdet består mestadels av skog (40 procent), sankmarker (11 procent) och kalfjäll (43 procent). Avrinningsområdet har 0,08 kvadratkilometer vattenytor vilket ger det en sjöprocent på 5,8 procent.